# Josef Huml
Josef Huml (7. září 1916 – ???) byl český a československý politik a poúnorový bezpartijní poslanec Národního shromáždění ČSR a Národního shromáždění ČSSR.

## Biografie
K roku 1954 se profesně uvádí jako řidič-opravář v n. p. Alba Hořovice.
Ve volbách roku 1954 byl zvolen do Národního shromáždění jako bezpartijní ve volebním obvodu Praha-venkov. Mandát získal i ve volbách v roce 1960 (nyní již jako poslanec Národního shromáždění ČSSR za Středočeský kraj). V parlamentu setrval do konce funkčního období, tedy do voleb v roce 1964.